# Circuit Pau-Arnos
Pour les articles homonymes, voir Circuit de Pau.
Le circuit auto et moto Pau-Arnos est un circuit automobile situé à Arnos (Pyrénées-Atlantiques, France).
Il ne doit pas être confondu avec le circuit de Pau-Ville qui accueille le Grand Prix de Pau.

## Historique
Le record du tour est réalisé par Giedo Van der Garde à l'occasion des tests de préparation du Grand Prix de Pau 2005.
Le 19 août 2021, il est annoncé que le circuit accueillera à la mi-octobre la coupe du monde des voitures de tourisme (WTCR) ainsi que le Pure ETCR. Le WTCR est ainsi la première série FIA à concourir sur le circuit.

## Situation
Le circuit Pau-Arnos est situé : 
- à 20 km à l'ouest de la ville de Pau ;
- à 12 km de l'Aéroport de Pau-Pyrénées ;
- à 50 km de l'Aéroport de Tarbes-Lourdes-Pyrénées ;
- à 100 km de l'Aéroport de Biarritz-Bayonne-Anglet ;
- à 200 km des aéroports de Toulouse et Bordeaux par autoroute
- aux portes de l'autoroute A65 sortie 9.1

## Description du circuit
Un circuit aux multiples combinaisons proposant six tracés différents de 600 à 3030 mètres. Il offre deux atouts supplémentaires : la sécurité des pilotes et la visibilité des spectateurs.
C'est un circuit très technique car il est vallonné mais possède aussi des virages à l'aveugle.